# Adélie Linux
Adélie Linux je nezávislá linuxová distribuce používající správce balíčků apk. Zaměřuje se na spolehlivost, bezpečnost, použitelnost, přenosnost, použitelnost a jednoduchost. Díky své nenáročnosti na hardware dokáže běžet i na velmi starých počítačích. Je vydávána ve verzi pro servery (bez grafického prostředí) a ve verzi pro desktopy (s grafickým prostředím.) Verze pro desktopy nabízí prostředí KDE, LXQt, MATE a Xfce. Distribuce podporuje platformy ARM, PowerPC a x86. První alfa verze byla vydána v srpnu 2016. Nejnovější verzí je momentálně 1.0-BETA6 z prosince roku 2024.

## Hardwarové požadavky[4]
| Minimální požadavky | Server                                                                | Desktop                                                               |
| ------------------- | --------------------------------------------------------------------- | --------------------------------------------------------------------- |
| CPU                 | ARM 32-bit 64-bit, PowerPC 32-bit 64-bit, x86 32-bit 64-bit - 100 MHz | ARM 32-bit 64-bit, PowerPC 32-bit 64-bit, x86 32-bit 64-bit - 600 MHz |
| RAM                 | 64 MB                                                                 | 384 MB                                                                |
| GPU                 | X                                                                     | 4MB VGA s rozlišením 800x600                                          |
| Disk                | 350 MB                                                                | 6 GB                                                                  |

| Doporučené specifikace | Server                                                                | Desktop                                                                |
| ---------------------- | --------------------------------------------------------------------- | ---------------------------------------------------------------------- |
| CPU                    | ARM 32-bit 64-bit, PowerPC 32-bit 64-bit, x86 32-bit 64-bit - 800 MHz | ARM 32-bit 64-bit, PowerPC 32-bit 64-bit, x86 32-bit 64-bit - 1200 MHz |
| RAM                    | 128 MB                                                                | 1 GB                                                                   |
| GPU                    | Základní VGA                                                          | 128MB VGA s rozlišením 1024x768                                        |
| Disk                   | 500 MB                                                                | 10 GB                                                                  |